# Guignemicourt
Guignemicourt est une commune française située dans le département de la Somme, en région Hauts-de-France.

## Géographie

### Localisation
Guignemicourt est un village picard de l'Amiénois.
À vol d'oiseau, la localité est située à 7 km au sud d'Ailly-sur-Somme, 9 km à l'ouest d'Amiens, 36 km au sud-est d'Abbeville et à 48 km au nord de Beauvais.
Le territoire de la commune est limitrophe de ceux de cinq communes.
Les communes limitrophes sont  Bovelles, Clairy-Saulchoix, Ferrières, Pissy et Saleux.

### Hydrographie
La commune est située dans le bassin Artois-Picardie. Elle n'est drainée par aucun cours d'eau.

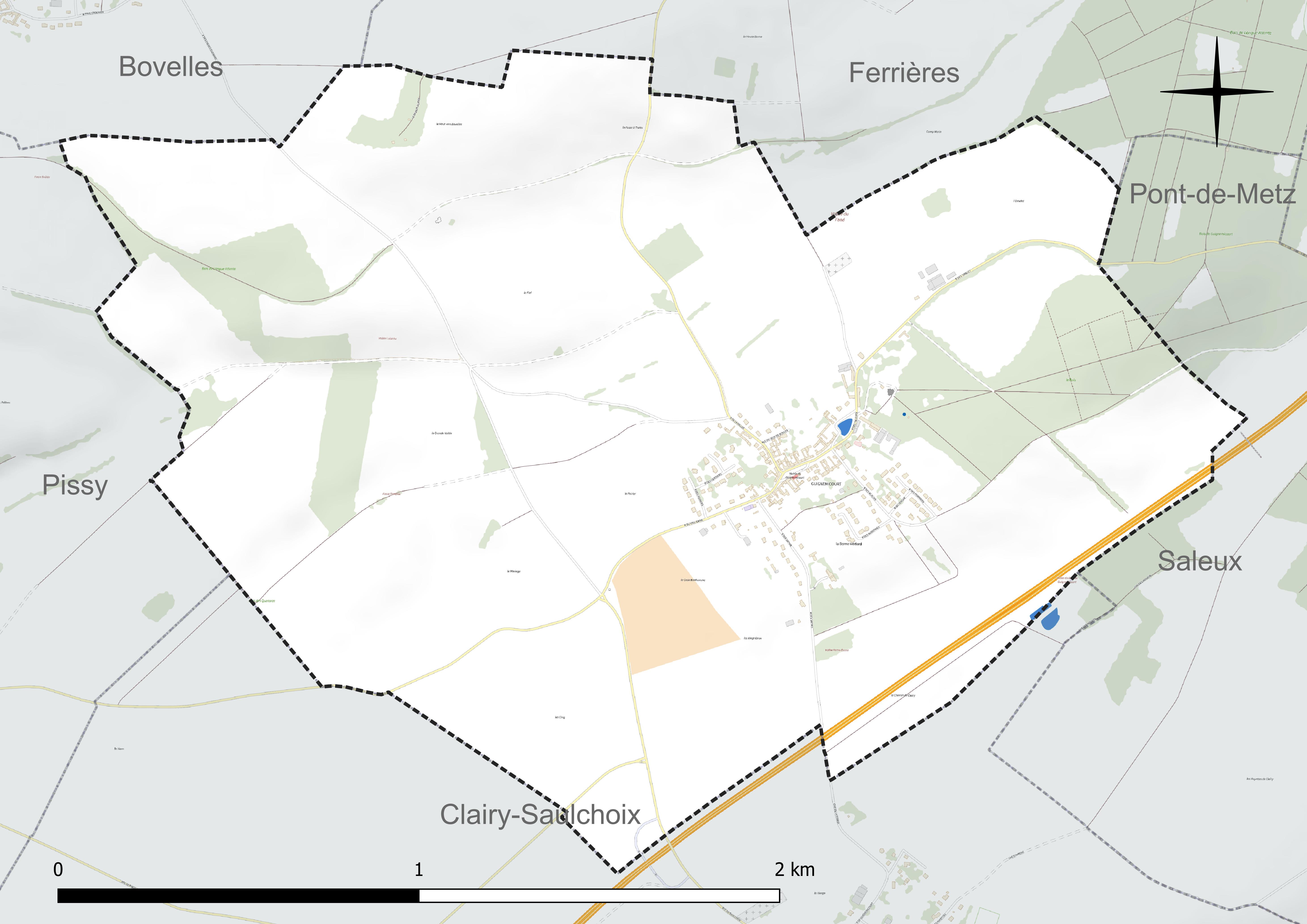
Réseau hydrographique de Guignemicourt.

### Climat
Pour des articles plus généraux, voir Climat des Hauts-de-France et Climat de la Somme.
En 2010, le climat de la commune est de type climat océanique dégradé des plaines du Centre et du Nord, selon une étude du CNRS s'appuyant sur une série de données couvrant la période 1971-2000. En 2020, Météo-France publie une typologie des climats de la France métropolitaine dans laquelle la commune est exposée à un climat océanique et est dans une zone de transition entre les régions climatiques « Nord-est du bassin Parisien » et « Côtes de la Manche orientale ».
Pour la période 1971-2000, la température annuelle moyenne est de 10,4 °C, avec une amplitude thermique annuelle de 14,1 °C. Le cumul annuel moyen de précipitations est de 717 mm, avec 11,8 jours de précipitations en janvier et 8,4 jours en juillet. Pour la période 1991-2020, la température moyenne annuelle observée sur la station météorologique la plus proche, située sur la commune de Glisy à 16 km à vol d'oiseau, est de 11,1 °C et le cumul annuel moyen de précipitations est de 646,6 mm,. Pour l'avenir, les paramètres climatiques de la commune estimés pour 2050 selon différents scénarios d'émission de gaz à effet de serre sont consultables sur un site dédié publié par Météo-France en novembre 2022.

## Urbanisme

### Typologie
Au 1er janvier 2024, Guignemicourt est catégorisée commune rurale à habitat dispersé, selon la nouvelle grille communale de densité à sept niveaux définie par l'Insee en 2022.
Elle est située hors unité urbaine. Par ailleurs la commune fait partie de l'aire d'attraction d'Amiens, dont elle est une commune de la couronne,. Cette aire, qui regroupe 369 communes, est catégorisée dans les aires de 200 000 à moins de 700 000 habitants,.

### Voies de communication et transports
La commune est accessible par la Rue de Guignemicourt (qui elle-même est accessible depuis la commune de Ferrières)
Le réseau Ametis dessert la commune avec les lignes T49 et R63, la T49 est une ligne scolaire qui assure des liaisons entre Guignemicourt et la Gare d'Amiens pendant la période scolaire. La R63 est une ligne fonctionnant en TAD qui dessert les communes aux alentours et les relient entre elles, ou avec la Gare d'Amiens.
Les deux lignes circulent du lundi au samedi. La T49 ne circule pas pendant les vacances scolaires.

### Occupation des sols
L'occupation des sols de la commune, telle qu'elle ressort de la base de données européenne d'occupation biophysique des sols Corine Land Cover (CLC), est marquée par l'importance des territoires agricoles (85,4 % en 2018), une proportion identique à celle de 1990 (85,4 %). La répartition détaillée en 2018 est la suivante : 
terres arables (85,4 %), zones urbanisées (9,2 %), forêts (5,5 %). L'évolution de l'occupation des sols de la commune et de ses infrastructures peut être observée sur les différentes représentations cartographiques du territoire : la carte de Cassini (XVIIIe siècle), la carte d'état-major (1820-1866) et les cartes ou photos aériennes de l'IGN pour la période actuelle (1950 à aujourd'hui).

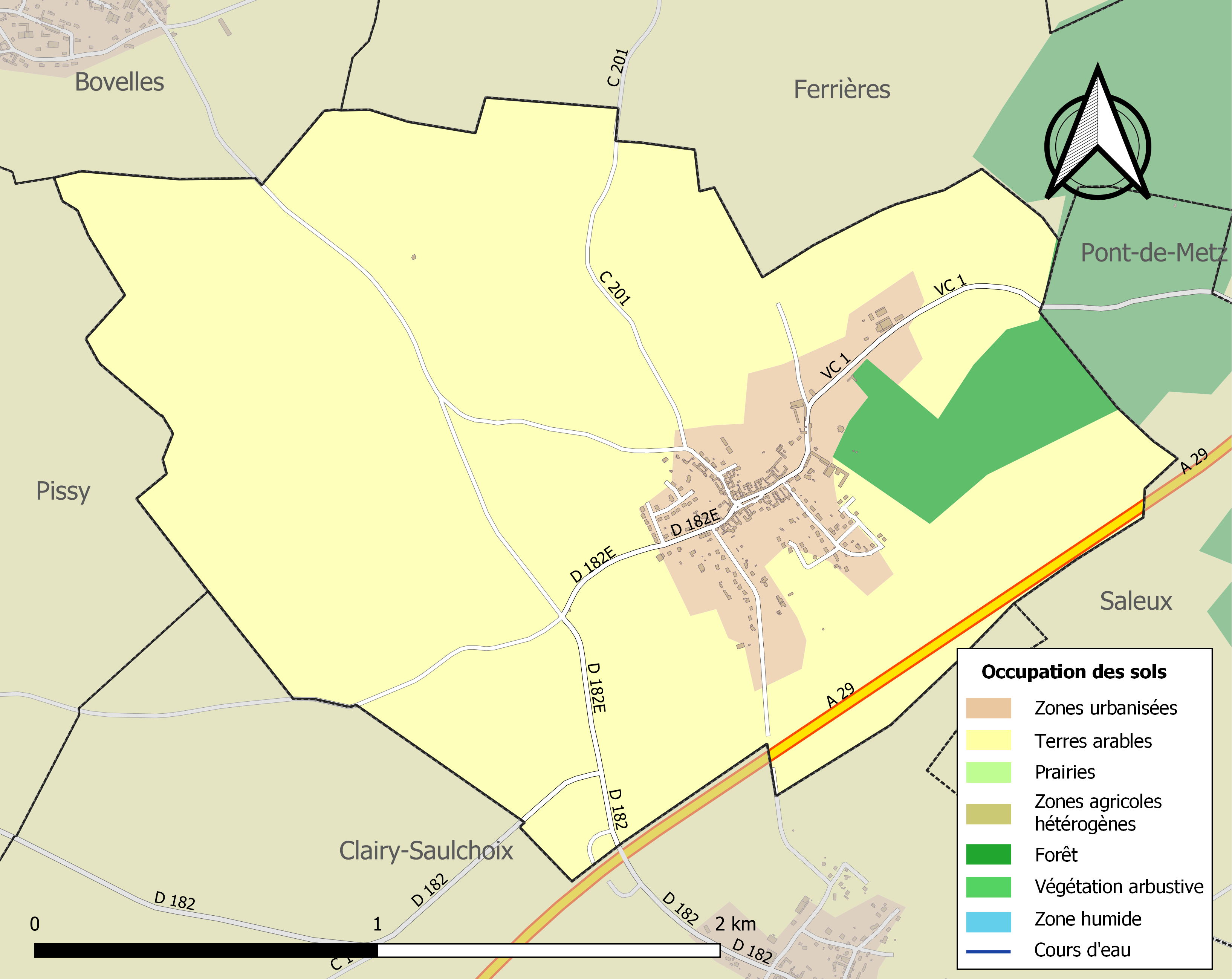
Carte des infrastructures et de l'occupation des sols de la commune en 2018 (CLC).

## Toponymie
Le nom de la localité est attesté sous les formes Gamegnicort en 1190 ; Gainemicort en 1196 ; Gamegicourt en 1267 ; Gainemicourt en 1349 ; Gaignemicort en 1350 ; Gagnemicourt en 1350 ; Gaignemicourt en 1492 ; Guinemicourt en 1567 ; Guilmicourt en 1603 ; Ganemicourt… ; Geymecourt en 1606 ; Guemicourt en 1657 ; Guignemicourt en 1736.
Ce toponyme en « -court » est typique des localités se référant au nom d'un des premiers propriétaires de l'époque mérovingienne. Ces formations toponymiques datent du Moyen Âge. Cette façon de nommer les lieux serait liée à l'apport germanique du VIe siècle,.

## Histoire
À partir de 1603, le seigneur de Guignemicourt offre aux protestants d'Amiens la possibilité d'exercer leur culte dans son château après que cet exercice leur a été contesté puis interdit dans le faubourg de Hem.

## Politique et administration

### Liste des maires
| Période                                  | Période                      | Identité                   | Étiquette | Qualité                                    |
| ---------------------------------------- | ---------------------------- | -------------------------- | --------- | ------------------------------------------ |
| Les données manquantes sont à compléter. |                              |                            |           |                                            |
| avant 1838                               |                              | Alban Pingré de Guimicourt |           |                                            |
| Les données manquantes sont à compléter. |                              |                            |           |                                            |
| 1995                                     | 2014                         | Francis Dimpre,            |           |                                            |
| 2014                                     | En cours (au 8 octobre 2020) | Daniel Abet                |           | Chirurgien Réélu pour le mandat 2020-2026, |

### Distinctions et labels
- La commune est saluée pour son fleurissement remarquable, elle est récompensée en 2024 par l'obtention d'une deuxième fleur au concours des villes et villages fleuris[25].

## Population et société

### Démographie
L'évolution du nombre d'habitants est connue à travers les recensements de la population effectués dans la commune depuis 1793. Pour les communes de moins de 10 000 habitants, une enquête de recensement portant sur toute la population est réalisée tous les cinq ans, les populations de référence des années intermédiaires étant quant à elles estimées par interpolation ou extrapolation. Pour la commune, le premier recensement exhaustif entrant dans le cadre du nouveau dispositif a été réalisé en 2008.

En 2022, la commune comptait 398 habitants, en évolution de +20,24 % par rapport à 2016 (Somme : −1,26 %, France hors Mayotte : +2,11 %).
| 1793 | 1800 | 1806 | 1821 | 1831 | 1836 | 1841 | 1846 | 1851 |
| ---- | ---- | ---- | ---- | ---- | ---- | ---- | ---- | ---- |
| 214  | 222  | 232  | 272  | 333  | 331  | 337  | 353  | 337  |

| 1856 | 1861 | 1866 | 1872 | 1876 | 1881 | 1886 | 1891 | 1896 |
| ---- | ---- | ---- | ---- | ---- | ---- | ---- | ---- | ---- |
| 335  | 346  | 341  | 327  | 290  | 280  | 250  | 241  | 246  |

| 1901 | 1906 | 1911 | 1921 | 1926 | 1931 | 1936 | 1946 | 1954 |
| ---- | ---- | ---- | ---- | ---- | ---- | ---- | ---- | ---- |
| 231  | 203  | 170  | 181  | 173  | 155  | 170  | 161  | 174  |

| 1962 | 1968 | 1975 | 1982 | 1990 | 1999 | 2006 | 2008 | 2013 |
| ---- | ---- | ---- | ---- | ---- | ---- | ---- | ---- | ---- |
| 205  | 201  | 187  | 216  | 250  | 245  | 243  | 243  | 247  |

| 2018 | 2022 | - | - | - | - | - | - | - |
| ---- | ---- | - | - | - | - | - | - | - |
| 390  | 398  | - | - | - | - | - | - | - |

Guignemicourt est la commune de la Somme qui a eu la plus forte croissance démographique(en pourcentage) entre 2013 et 2018, soit 143 habitants ou 9,6 % de moyenne d'augmentation par an entre 2013 et 2018. Cette croissance a été notamment permise par la création de quatre lotissements totalisant 55 maisons, et de la relative proximité de l'hôpital sud d'Amiens, où de nombreux habitants travaillent.

### Enseignement
La commune prend en charge les enfants d'âge scolaire au sein d'un regroupement pédagogique intercommunal regroupant également Seux, Pissy, Ferrières, Bovelles, Briquemesnil-Floxicourt et Clairy-Saulchoix. L'école de Guignemicourt accueille en 2021 les enfants de petite section dans deux classes.
Si la cantine siège à Pissy, des garderies sont mises en place à Ferrières et Guignemicourt.

### Sports
La course des 3 mares, redynamisée en 2015 fait partie du challenge des courses du département de la Somme. L'épreuve de 10 km a reçu le label Régional FFA en 2018 et les athlètes licenciés FFA en compétition peuvent se qualifier aux championnats de France des 10 km à condition de réaliser sur le parcours les minima requis pour leur catégorie. L'édition 2019 a eu lieu le 14 septembre et  a rassemblé 275 coureurs,

### Manifestations culturelles et festivités
Le salon du livre de jeunesse de Guignemicourt, dont la troisième édition a eu lieu le 25 mai 2019.

### Cultes
- Culte catholique : par décision de l'évêque d'Amiens, depuis le 1er janvier 2003, les fidèles de Guignemicourt sont rattachés à la paroisse Saint-Simon du Molliénois.

## Culture locale et patrimoine

### Lieux et monuments
- Église Notre Dame-de-la-Nativité, qui contient des fonts baptismaux du XIIIe siècle[34].
- Jardin du château[35]
- Ruines de la chapelle Notre-Dame-de-la-Délivrande. Chapelle funéraire, route de Pissy, en sortie de village, elle comprend une statue de Vierge à l'enfant du XIVe siècle, classée depuis 1915[36],[37]

.

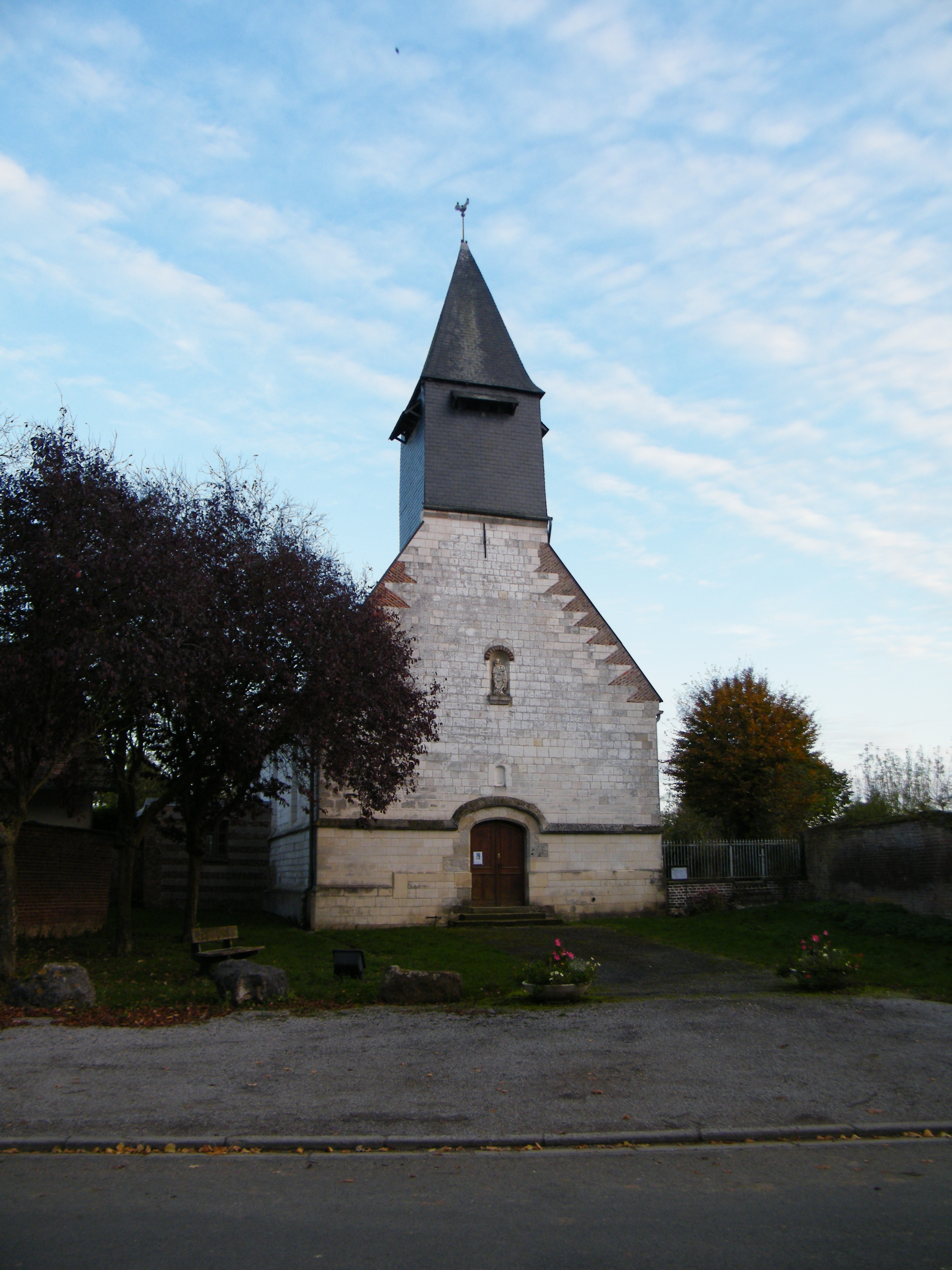
Notre-Dame.
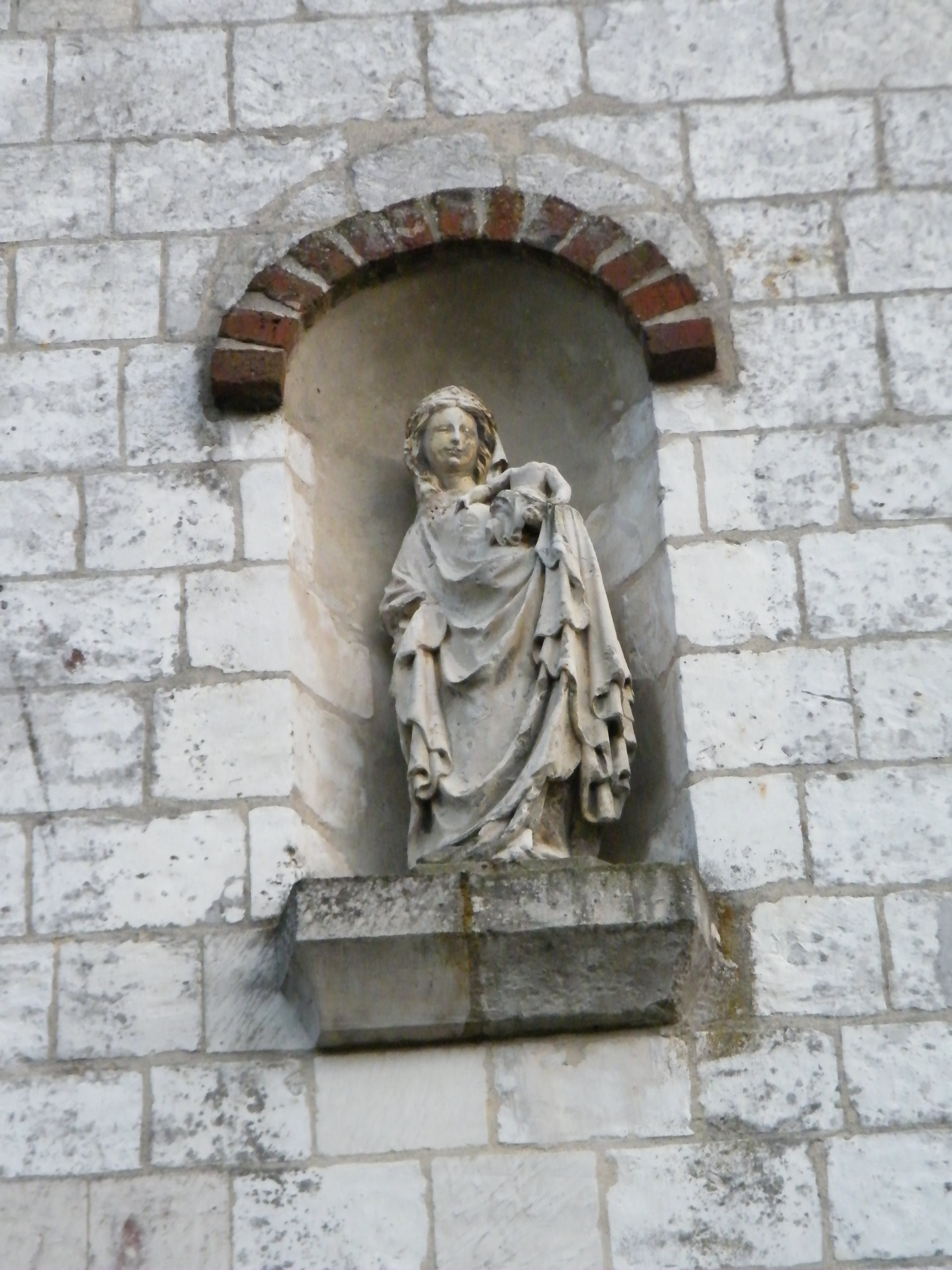
Détail de l'église.
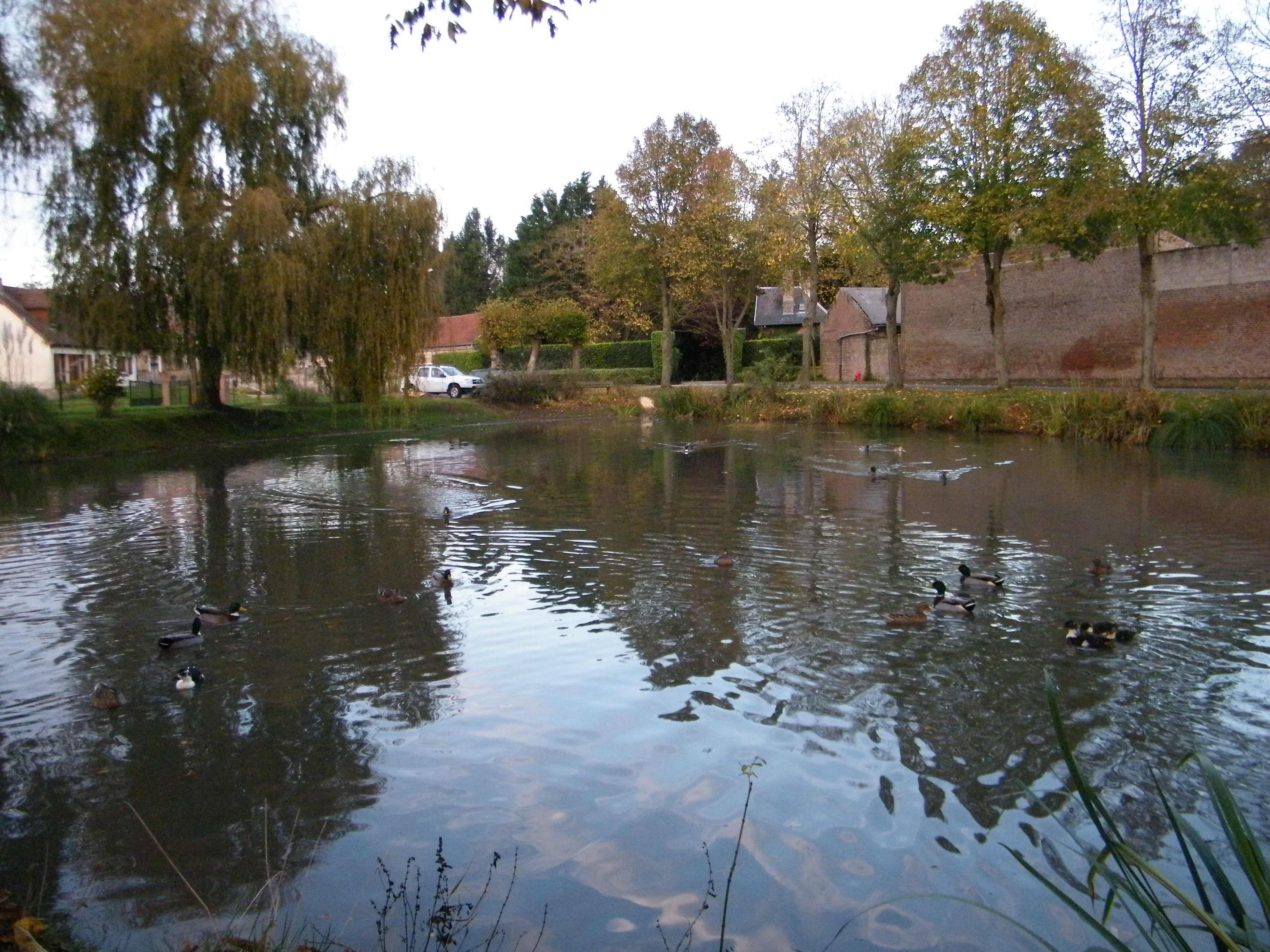
Mare communale.